# لوری ویلکو
لوری ویلکو (انگلیسی: Lauri Vilkko; ۱۳ اوت ۱۹۲۵ – ۱۳ اکتبر ۲۰۱۷) ورزشکار دو و میدانی اهل فنلاند بود.
وی در مسابقات کشوری و بین‌المللی در مجموع برندهٔ ۱ مدال برنز شده‌است.